# Matts Dumell

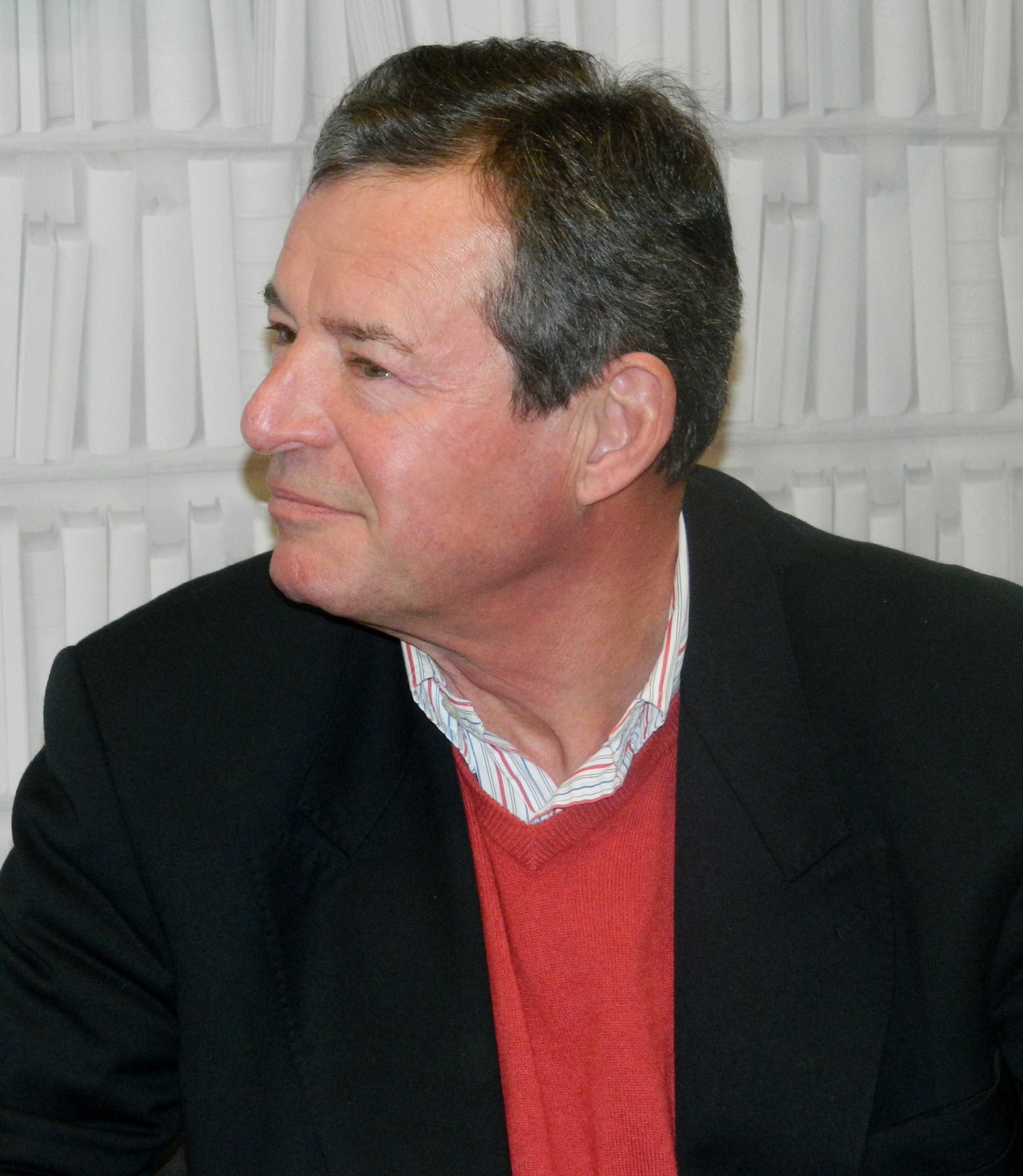
Matts Dumell

Matts Dumell, född 1951, är en finlandssvensk journalist. Han började på 1970-talet och har gjort reportage och dokumentfilmer för television (på Yle (Rundradion)). Han har arbetat på Hufvudstadsbladet mm. Han har pulicerat böcker, till exempel om C. G. Mannerheim (När Mannerheim valde Finland).
Peter Lüttge säger om hans böcker, att "Matts Dumell är en fängslande berättare". Men så skriver Lüttke att han fick om Mannerheim-boken "en känsla av att läsa ett manuskript - - här ligger också roten till det onda med boken".